# 캐논 RF 마운트

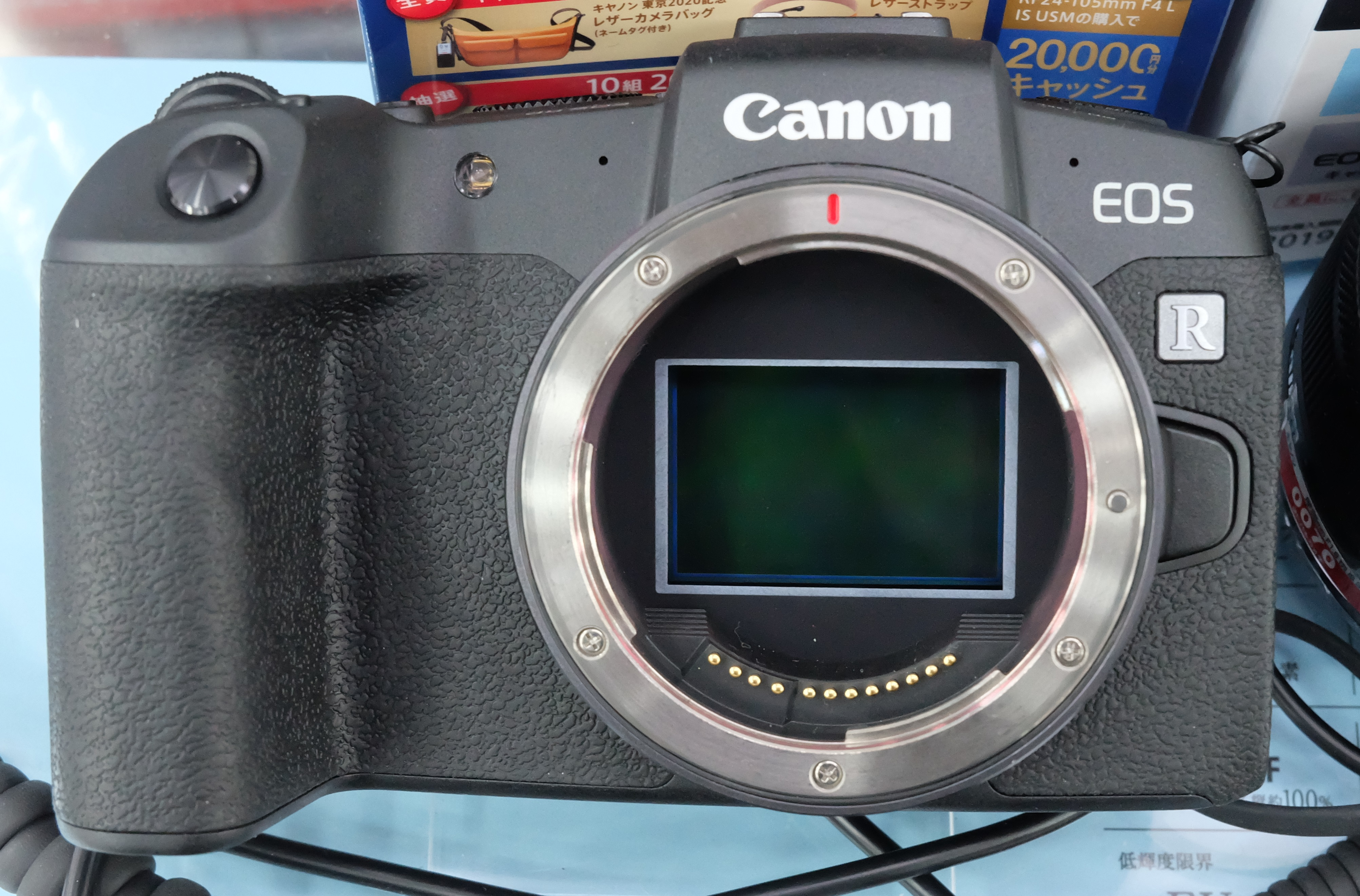

캐논 RF 마운트는 캐논이 자사의 풀프레임 미러리스 렌즈 교환식 카메라를 위해 개발한 교환식 렌즈 마운트이다. 2018년 9월에 발표되어 캐논 EOS R에 처음 적용되었으며, 뒤이어 캐논 EOS RP가 출시되었다. 2020년에는 이 마운트를 적용한 카메라로 캐논 EOS R5와 캐논 EOS R6이 출시되었다.
RF 마운트의 내경은 54 mm로 EF 마운트와 같으나, 미러리스 카메라의 특성상 플랜지 백은 20 mm로 EF 마운트보다 짧다. 총 12개의 전자식 접점을 통해 렌즈와 카메라 본체와 연결되어 있기 때문에, 기존 8개의 전자식 접점을 가진 EF/EF-S/EF-M 마운트들보다 더 빠른 통신이 가능하며, 더 다양한 조작 기능을 이용할 수 있다.

## 같이 보기
- 캐논 EF 마운트
- 니콘 Z 마운트
- 소니 E-마운트